# 拉格兰哈德拉科斯特拉
拉格兰哈德拉科斯特拉，是西班牙巴伦西亚自治区巴伦西亚省的一个市镇。总面积1平方公里，总人口349人（2001年），人口密度349人/平方公里。